# Лев (прам, 1789)
«Лев» — прам Балтийского флота Российской империи, участник Русско-шведской войны 1788—1790 годов.

## Описание судна
Один из двух парусно-гребных прамов с деревянным корпусом типа «Гремящий», построенных на верфях Санкт-Петербурга и Лодейного поля. Длина судна по сведениям из различных источников составляла 36,58—36,6 метра, ширина — 10,7 метра, а осадка от 2,9 метра. Вооружение составляли 38 орудий, включавшие восемнадцать 30-фунтовых и двадцать 12-фунтовых пушек.

## История службы
Прам «Лев» был заложен на стапеле Лодейнопольской верфи 5 (16) сентября 1788 года и после спуска на воду 5 (16) мая 1789 года вошёл в состав Балтийского флота России. Строительство вёл кораблестроитель Рогачев.
Принимал участие в Русско-шведской войне 1788—1790 годов. В мае 1790 года вышел на Северный фарватер Кронштадта для защиты Сестрорецка. 16 (27) июня ушёл от Кронштадта к Биорке-зунду в составе эскадры кораблей Балтийского флота под командованием вице-адмирала принца Карла Генриха Нассау-Зигена. 21 июня (2 июля) и 22 июня (3 июля) принимал участие в сражении со шведской гребной эскадрой в Биорке-Зундском проливе, закончившемся победой русской эскадры. После сражения отстал от эскадры и 29 июня (10 июля) пошёл к Роченсальму, а затем к Фридрихсгаму. По завершении войны с 18 (29) августа по 26 августа (6 сентября) перешёл в Кронштадт.
В кампанию следующего 1791 года с мая по август находился в составе эскадры на кронштадтском рейде.
В кампании с 1792 по 1798 год находился при кронштадтском порте, больше прам «Лев» в море не выходил и по окончании службы до 1805 года был разобран в Кронштадте.

## Командиры судна
В таблице приведены командиры прама «Лев» за всё время его службы в составе Российского императорского флота.
| Годы службы    | Звание            | Имя и фамилия            | Комментарий | Прим.       |
| -------------- | ----------------- | ------------------------ | --- | ----------- |
| 1790 год       | капитан-лейтенант | Виллим Романович Розе    | Командовал прамом во время русско-шведской войны. До назначения командиром прама служил на транспорте «Кильдюин», корабле № 64 и фрегате «Надежда». После командования прамом также командовал бригантинами «Святой Павел» и № 3, фрегатом «Святой Николай», кораблями «Архистратиг Михаил» и «Трёх Святителей», а также служил командиром 6-го флотского экипажа.                                                   | [ 1 ] [ 7 ] |
| 1791 год       | капитан-лейтенант | Пётр Иванович Ильин      | Командовал прамом на кронштадтском рейде. До назначения командиром прама командовал также полупрамом «Леопард», служил на кораблях «Святослав», «Владислав», «Не тронь меня» и «Храбрый». После командования прамом выбыл. | [ 1 ] [ 8 ] |
| 1792 год       | капитан-лейтенант | Роман Макарович Харламов | Командовал прамом при кронштадтском порте. До назначения командиром прама служил на кораблях «Азия», «Храбрый» и «Победослав», фрегатах «Александр», «Кавказ» и «Кизляр», командовал ботом № 1, бомбардирским кораблём «Моздок» и фрегатом «Кизляр». После командования прамом также командовал фрегатом «Святой Патрикий», кораблями «Мстислав» и «Тольская Богородица», а также авангардом гребного флота на Буге. | [ 1 ] [ 9 ] |
| 1794—1798 годы | капитан-лейтенант | Иоган Флеминг Миллер     | Командовал прамом при кронштадтском порте. До назначения командиром прама служил на шебеке «Минерва», после командования прамом был произведён в капитаны 2-го ранга. | [ 1 ] [ 5 ] |